# Гавриков, Владислав Андреевич
Владисла́в Андре́евич Га́вриков (род. 21 ноября 1995, Ярославль) — российский хоккеист, защитник клуба НХЛ «Нью-Йорк Рейнджерс». Олимпийский чемпион 2018 года, двукратный бронзовый призёр чемпионатов мира (2017, 2019). Заслуженный мастер спорта России.

## Карьера
В 2011 году дебютировал в составе клуба МХЛ «Локо».
В 2012 году стал чемпионом мира (U17). Серебряный призёр молодёжного чемпионата мира 2015 года. На молодёжном чемпионате был признан лучшим защитником.
В сезоне 2014/15 провёл 11 матчей в аренде в ХК «Рязань». Отличился одной шайбой и двумя голевыми передачами, после чего играл в КХЛ в составе ХК «Локомотив».
В драфте НХЛ 2015 года под общим 159-м номером был выбран клубом «Коламбус Блю Джекетс».
В 2017 году стал бронзовым призёром чемпионата мира в составе главной сборной России. На турнире отметился одной заброшенной шайбой.
26 июня 2017 года СКА приобрёл Гаврикова у «Локомотива».
13 апреля 2019 года заключил двухлетний контракт с клубом «Коламбус Блю Джекетс». 5 мая 2019 года дебютировал за «Блю Джекетс» в игре Кубка Стэнли с «Бостон Брюинз» (3:4), проведя на площадке 14 минут.
1 марта 2023 года был обменян в «Лос-Анджелес Кингз» вместе с Йоонасом Корписало на Джонатана Куика и два выбора на драфте.